# 卡迪奧羅省

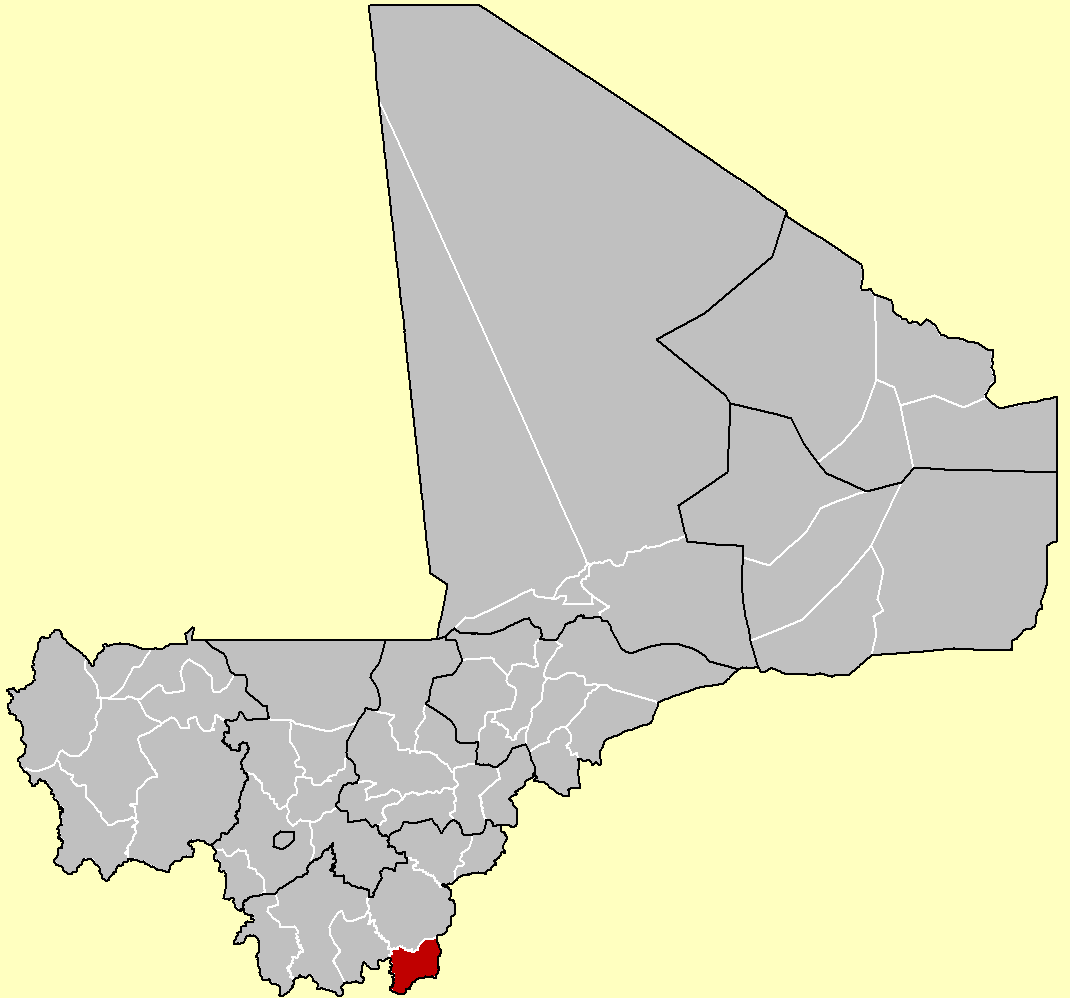

卡迪奧羅省（法語：Cercle de Kadiolo），是馬里的省份，位於該國南部，由錫卡索區負責管轄，首府設於卡焦洛，面積5,357平方公里，2009年人口239,713，人口密度每平方公里45人。